# Архиепархия Киркука — Сулеймании
Архиепархия Киркука — Сулеймании (лат. Archieparchia Cherchensis–Beth-Garmaiensis–Sulaimaniensis o Beth-Garmaiensis–Sulaimaniensis) — архиепархия Халдейской католической церкви с центром в городе Киркук, Ирак. Численность верующих архиепархии Киркука — Сулеймании составляет около 7000 человек.

## История
В 1789 году Святым Престолом была учреждена архиепархия Киркука Халдейской католической церкви.
В 1853 году архиепархия Киркука передала часть своей территории для возведения новой архиепархии Сенхи (сегодня — Архиепархия Тегерана).
11 июля 2013 года после присоединения территории упразднённой епархии Сулеймании архиепархия Киркука получила своё нынешнее название.

## Ординарии епархии
- архиепископ Абрам (1789—1821/1824);
- архиепископ Лоренц Хоа (1826 — 23.08.1853);
- архиепископ Иоанн Тамраз (14.09.1854 — 13.09.1881);
- архиепископ Иосиф Габриэль Адамо (26.08.1883 — 4.06.1899);
- архиепископ Илия Иосиф Хайятт (1900 — 2.02.1903);
- архиепископ Теодор Мессайех (13.09.1904 — 18.07.1917);
- архиепископ Гормизд Стефан Джибри (31.08.1917 — 18.07.1953);
- архиепископ Ефрем Гогю (8.02.1954 — 26.05.1956);
- архиепископ Рафаэль Раббан (28.06.1957 — 15.11.1967);
- архиепископ Габриэль Кода (7.03.1968 — 14.12.1977);
- архиепископ Андре Сана (14.12.1977 — 27.09.2003);
- архиепископ Луис Сако (24.10.2002 — 1.02.2013);
- архиепископ Юсиф Фома Миркис O.P.[2] (11.01.2014 — по настоящее время).

## Источник
- Annuario Pontificio, Libreria Editrice Vaticana, Città del Vaticano, 2003, ISBN 88-209-7422-3 (итал.)
- J. Tfinkdji, L’Eglise chaldéenne autrefois et aujourd’hui, in A. Battandier, Annuaire Pontifical Catholique, XVII, 1914, стр. 490—493 (фр.)
- J.-B. Chabot, Etat religieux des diocèses formant le Patriarcat chaldéen de Babylone au 1er janvier 1896, in Revue de l’Orient Chrétien I, 1896, стр. 444—445 (фр.)